# Carl Aderhold
 (août 2013).
Si vous disposez d'ouvrages ou d'articles de référence ou si vous connaissez des sites web de qualité traitant du thème abordé ici, merci de compléter l'article en donnant les références utiles à sa vérifiabilité et en les liant à la section « Notes et références ».
Œuvres principales
- Mort aux cons

Carl Aderhold est un éditeur et écrivain français né en 1963 à Decazeville.

## Biographie
Carl Aderhold suit des études d’histoire et, plus particulièrement, étudie la littérature du XVIIIe siècle.
Il travaille plusieurs années dans l'édition, notamment aux éditions Larousse en tant que directeur éditorial. 
En 2010, il fonde avec Véronique Sales les éditions Vendémiaire ; il en est le directeur général jusqu'en juin 2014, date à laquelle il quitte la société,.
Il est l'auteur de Mort aux cons, vendu à 50 000 exemplaires.

### Famille
Il est le fils du comédien Pierre Decazes, à qui il a consacré un roman après sa mort, Rouge, publié en 2016.

## Romans
- Mort aux cons (2007)
- Les poissons ne connaissent pas l'adultère (2010)
- Fermeture éclair (2012)
- Rouge, éditions Les Escales (2016)[4]
  - (de) Die Roten, traduit par Timea Tankó (de), Arche, Zurich (2017)

## Filmographie
- Auteur d'Histoires d'une nation avec Françoise Davisse, série réalisée par Yann Coquart (2018)